# 커팅 에지
커팅 에지(cutting edge)는 일본의 대기업 음반회사 에이벡스의 음반사 가운데 하나이다. 1993년 12월에 ‘주식회사 커팅 에지’로 설립됐다(1997년 4월에 에이벡스 DD 주식회사와 합병). 에이벡스의 음반사 가운데서도 아티스트 지향(탈 아이돌 노선)이 강한 레이블로, 주로 서양 음악에 힘을 쓰고 있다.

## 커팅 에지 레이블 소속 음악가
- 안도 유코
- 토와 테이
- 판타스틱 플라스틱 머신
- 백-온
- BAReeeeeeeeeeN
- OLIVIA

### motorod
- 아이카와 나나세
- 애시드 블랙 체리
- Janne Da Arc(잔 다르크)
- Oblivion Dust

### 그 외 레이블
- 몽키매직 (binyl records)

## 과거 소속 음악가
- 로드 오브 메이저 (2007년 7월 해산)
- 히노우치 에미 (킹 레코드로 이적)
- Galla (2000년 11월 해산)